# Nhóm thù địch
Nhóm thù ghét, hay nhóm thù hận, là một nhóm có tổ chức hoặc những người ủng hộ phong trào hay áp dụng thực hiện lòng căm ghét, thù hận hoặc bạo lực đối với các thành viên của một chủng tộc, sắc tộc, tôn giáo, giới tính, thiên hướng tình dục hoặc bất kỳ một đối tượng, lĩnh vực nào khác có thể định danh trong xã hội. Theo Cục Điều tra Liên bang Hoa Kỳ (FBI), "mục đích chính của một nhóm thù hận là thúc đẩy sự căm ghét, thù địch và ác ý đối với người thuộc một chủng tộc, tôn giáo, người khuyết tật, người thuộc các xu hướng tình dục, hay dân tộc/quốc gia khác nhau bởi các thành viên của nhóm. Trung tâm Nghiên cứu luật người nghèo miền Nam Hoa Kỳ (SPLC) định nghĩa một "Nhóm thù ghét" bao gồm những người có niềm tin hoặc các hành động tấn công hay phỉ báng toàn bộ một nhóm người trong xã hội, thường là lợi dụng đặc điểm không thể thay đổi được của họ.

## Hoa Kỳ
Tại Hoa Kỳ, hai tổ chức giám sát các nhóm thù ghét bao gồm ''Liên đoàn chống phỉ báng'' (Anti-Defamation League, viết tắt: ADL) và Trung tâm nghiên cứu luật người nghèo miền Nam Hoa Kỳ (The Southern Poverty Law Center, viết tắt: SPLC). Các ADL và SPLC duy trì một danh sách xếp hạng những nhóm thù ghét. Theo SPLC, trong giai đoạn từ 2000 đến 2008, hoạt động nhóm thù ghét quan sát thấy tăng 50 phần trăm ở Mỹ, với tổng số 926 nhóm hoạt động, số lượng các nhóm thù ghét này có thể bao gồm một cá nhân duy nhất, không ám chỉ toàn bộ nhóm người ủng hộ hoặc tham gia vào các hoạt động bạo lực hoặc phạm tội khác.
Trong bản Báo cáo hàng năm công bố đầu tháng 3 năm 2015, SPLC cho hay con số những nhóm thù ghét hoạt động ở Hoa Kỳ giảm 17% giữa năm 2013 và 2014. Hiện tại đang ở mức thấp nhất từ năm 2005. California và Florida có số các nhóm thù ghét cao nhất, với hơn 50 nhóm mỗi tiểu bang. Alaska và Hawaii là hai tiểu bang duy nhất không có nhóm thù ghét nào,.
Các nhóm thù ghét cũng được theo dõi bởi FBI. FBI không công bố một danh sách của các nhóm thù ghét, và "nghiệp vụ điều tra chỉ được thực hiện khi có mối đe dọa hoặc hành động của lực lượng được thực hiện, khi nhóm có khả năng rõ ràng để thực hiện các hành động công bố; và khi hành động tạo ra nguy cơ vi phạm luật liên bang."